# Ókori közlekedés
Közúti közlekedésre használt összefüggő úthálózattal legelőször a perzsa birodalomban találkozhatunk. E királyi utak nem mindenki előtt álltak nyitva, használatukat csak magasabb államérdekből engedélyezték.

## Az ősi közlekedés
A legprimitívebb közlekedési eszközök az ősi szán, a taliga, a szekér, és a csónak voltak. Ezeket  az egyszerű segítőeszközöket tökéletesíteni kellett, hogy alkalmassá váljanak a tömeges és rendszeres közlekedésre. Az egyik legrégebbi közútlelet Babilonban a Marduk főisten templomához vezető út egy rövid szakasza. Az aszfalttal bevont tégla alapzaton nyugvó kőlapok pontos elhelyezése igen precíz munkát kívánt, mert a rajta haladó áldozati szekér megbillenése baljóslatú jelnek számított volna.
I. e. 3000 előtt az ókor népei kiterjedt közúthálózatokat hoztak létre, amelyeken a békés életet és a hadviselést szolgáló járművek egyaránt közlekedtek. A közlekedési eszközök további fejlődéséhez azonban szükség volt új anyagokra, ebben a korban a vasra. A vasból készült szerszámok jobbak és olcsóbbak voltak, mint a bronz. Sokat lehetett belőlük készíteni. A nagy mennyiségű és jó minőségű szerszámokkal az utak építése is gyorsabbá, hatékonyabbá vált. A kerekes kocsi Mezopotámiában, Elámban és Szíriában terjedt el. A szekér térhódítása azonban nem volt egyenletes, Egyiptomban i. e. 1650-ig nem használtak kereket. Az első, burkolattal ellátott utakat i. e. 3000 körül építették a Kheopsz piramishoz.
Az útépítés a szárazföldi közlekedés fejlődésének elengedhetetlen feltétele volt. Kezdetben a kerekes járműveket csak természetes utakon használták. Az ipar és a kereskedelem fejlődéséhez az új államok közigazgatásának kialakulásához, katonai védelméhez a természetes utak nem feleltek meg. Olyan utak kellettek, ahol a forgalom gyorsan és biztonságosan haladhatott, nem voltak természeti akadályok. Ezért az útépítés, annak költségessége miatt, már a kezdetektől fogva közösségi (állami) feladat.
A hatalmas útépítésekben a perzsák, a rómaiak és a kínaiak jártak az élen. Ezek a birodalmak gazdagok és szervezettek voltak, az útépítéshez szükséges technikai, geológiai és földrajztudományi ismeretekkel is rendelkeztek. A mezopotámiaiak és az egyiptomiak is kiváló mérnökök voltak, de ők inkább a csatornaépítésben tűntek ki.

## A perzsa birodalom közútjai
A perzsa úthálózat alapjait a hídépítésről is nevezetes asszír Szemiramisz királyné vetette meg.  Később I. Dareiosz építette meg azt a kiterjedt úthálózatot, amelyről Hérodotosz az ókori történetírás atyja, az ókor egyik világutazója írt.
A perzsa birodalom központja Szusza volt. Innen indultak az utak minden irányba. Hérodotosz a Kis-Ázsián átvezető utat írta le. Ezt az utat Sardesig, illetve az Égei-tenger partján lévő Ephesusig építették meg mintegy 2500 km hosszan. Az út nyomvonala a kövekben gazdag hegyeken vezetett át, ezen közlekedett a királyi posta is. A sürgős rendeleteket a lovasok stafétaszerűen továbbították egymásnak, ily módon néhány nap alatt a birodalom minden zugába eljutottak. Máskor a közönséges utas útja három hónapig is eltartott. Az egymástól 25–30 km távolságban felállított állomásokon élelmet kaphatott, megpihenhetett, az állami hivatalnokok pedig fogatot válthattak. Ezeken a jól karbantartott, mérföldkövekkel ellátott utakon biztonságosan utazhattak a kereskedők, mert az utakat őrség védte. A kitűnő úthálózat volt a perzsa kereskedelem alapja, amely Indiától a Földközi-tenger medencéjéig behálózta a birodalmat.

## A kínai utak megépítése

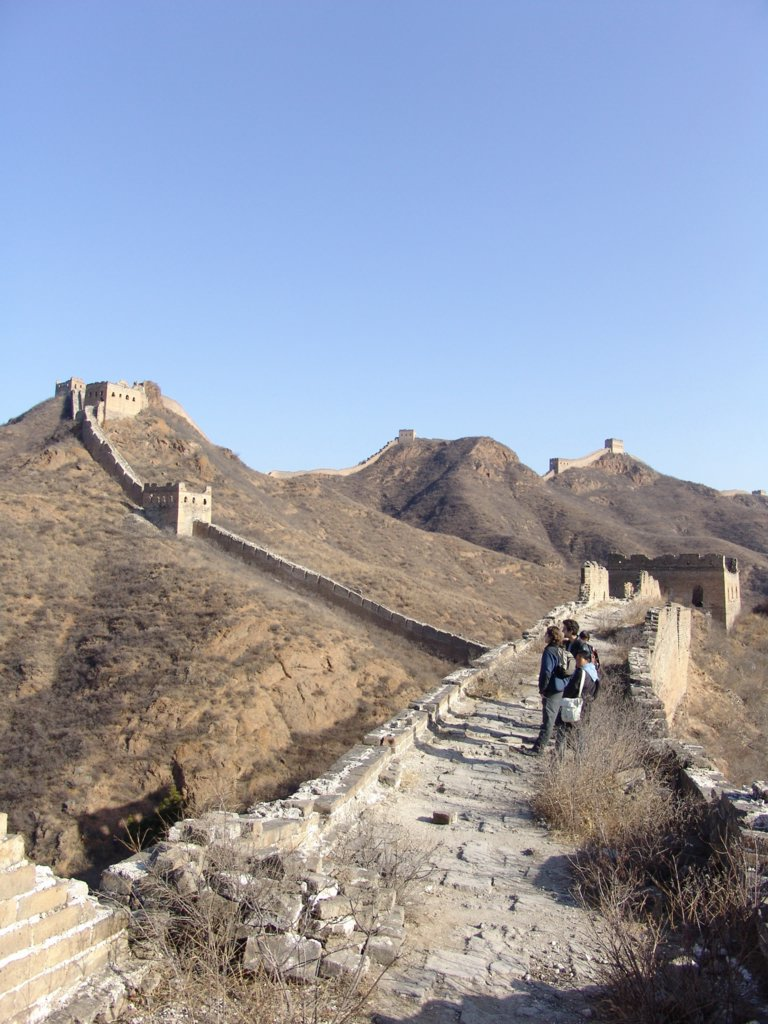
A kínai nagy fal egy részének eredeti állapota

Az ősi kínai birodalomban is korán kezdődött az útépítés, kb. i. e. 2300 körül. Az építkezést megnehezítette, hogy az ország hatalmas lösztakarón terült el. A kocsikerekek és a lovak patái által fellazított talajba beszivárgott a víz és a lösz megroskadt. Az utak fokozatosan egyre mélyebbre vágódtak be.
A kínai nagy fal egyben stratégiai útvonal is volt, mert a fal tetején kiképzett pálya a katonai csapatok gyors mozgatására is alkalmas volt. Pekingből hat császári utat építettek ki a főbb irányokba. Az egyik a kínai nagy falon vezetett a Góbi-sivatagon át Mongólia fővárosába, mintegy 1100 km távolságra. A kínai utak mentén voltak pihenő- és váltási helyek, kutak, és gondoskodtak az utak őrzéséről is. Az utakat először Kínában szegélyezték élő fasorral. A jól karbantartott utakon lovakkal húzott négyfogatúk és vadászkocsik közlekedtek. Marco Polo a 13. században kitűnő utakat talált, s a rajtuk folyó élénk kereskedelmi forgalomról nagy elismeréssel szólt.

## A római birodalom útjai

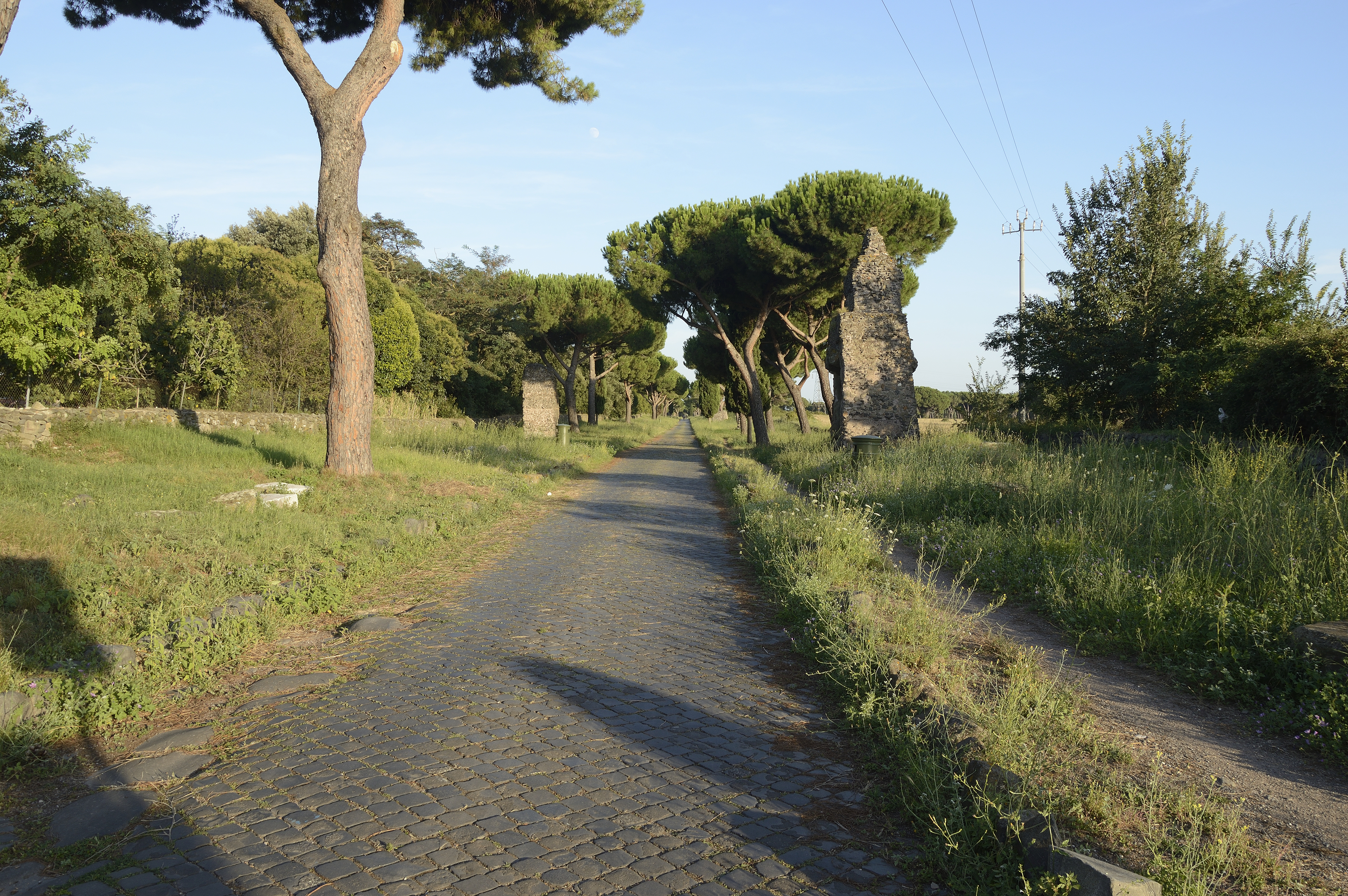
A Via Appia maradványai Rómában

Az ókori útépítés mesterei azonban a rómaiak voltak, akik a perzsa utakat vették mintának.
A rómaiak öt évszázadon keresztül építették ki a kb. 300 000 kilométer hosszú úthálózatukat. Ebből mintegy 100 000 km-t új utat maguk építettek. Ezenkívül kijavították, átépítették a régebbi perzsa, görög, egyiptomi és kelta műutakat is.
A római útrendszer központja Róma volt. Itt a Forum Romanumon állott a Milliarum aureum, az arany mérföldkő, ahonnan a főváros kapuin keresztül 17 útvonal indult ki.
A legfontosabb öt útvonal közül az első a Rómától Capuáig vezető Via Appia, majd Szicílián át, a tengeren keresztül Afrikába vezetett. A második szintén a Via Appiával kezdődött, majd Brindisiumon keresztül az Adriai-tengeren át egyrészt Görögországba, másrészt Bizáncba, majd Kisázsián átvezetve, az Egyiptommal határos Pelusiumnál ért véget.
Bizánc szárazföldön is megközelíthető volt, a 3. útvonalon keresztül Aquileián át. Innen több út ágazott el Pannonia és Dácia felé.
Traianus útja a Kazán-szorosban vezetett a Duna jobb oldalán. Az utat részben sziklába vájták, részben fa- vagy kőtartókon nyugodott. Emlékét a Traianus táblája (Tabula Traiana) őrzi.
A negyedik útvonal Hispániába vezetett Traianus híres kikötőjén, Marsilián, a Pireneusokon át az Ibériai-félsziget keleti partjain le egész Cadesig.
Az ötödik, északi fővonal az Alpokon keresztültörve Germániával és Britanniával való összeköttetést szolgálta.
Ez a hatalmas úthálózat szerves egészbe foglalta a birodalom valamennyi részét. Nemcsak a római légiók hadiútjai voltak ezek, hanem a közigazgatás és a kereskedelem feladatait is nagyszerűen szolgálta. A latin műveltség elterjesztésében döntő szerepet játszott. Óriási méreteire jellemző volt, hogy a skóciai Vallum Antoniitól (Antónius-fal) a La Manche csatornán és a Boszporuszon át Jeruzsálemig vezető út hossza kereken 6000 km.
Közkeletű tévedés, hogy a „Minden út Rómába vezet.” (Omnes viae Romam ducunt) római mondás és az ókori úthálózattal kapcsolatos. A mondás az ókori forrásokban nem található meg, csupán a 12. században jelent meg először, egyházi szövegben és arra utalt, hogy az egyházhoz (és annak római központjához) sok út vezet el. A szólás mai formájában La Fontaine fabuláinak köszönhetően terjedt el.
A római birodalom felbomlása után a közúti közlekedés hosszú évszázadokon keresztül nem érte el annak fejlettségét. Csak a 18-19. század során találunk hasonló szervezettséget, mint ami a rómaiaknál volt.

## Föníciai utak
Fönícia kicsiny, hatalmilag jelentéktelen ország volt, de itt futottak össze az ókor legjelentősebb államait összekötő utak. A Libanon lejtőin cédruserdők nőttek, s a cédrus fa kitűnő hajóépítő anyag. A kis népből az első nagy hajózó nép lett.

## Kapcsolódó információk
- Római útépítés
- Az egyes római utak
- Közúti közlekedés a középkorban
- Az újkori közúti közlekedés Magyarországon